# Paula Bombara
Paula Bombara (Bahía Blanca, 3 de diciembre de 1972) es una escritora, editora y bioquímica argentina.

## Biografía
Ella nació el 3 de diciembre en bahía Blanca pero debido a persecuciones políticas a sus padres durante la última dictadura cívico-militar, dejó su ciudad natal a los 3 años. Creció en Buenos Aires, lugar donde vive en la actualidad.
Estudió y se graduó como bioquímica en la Universidad de Buenos Aires. Esta formación le permitió desarrollarse en dos ramas dentro de la literatura y la divulgación científica. En 2004 dejó el ejercicio de su profesión científica para dedicarse de lleno a la escritura y la producción de libros, enfocándose, principalmente, en el público infantil y juvenil.
Hasta 2016, ha publicado ocho novelas: El mar y la serpiente (2005), Eleodoro (2006), La cuarta pata (2006), La rosa de los vientos (2007), Solo tres segundos (2011), Una casa de secretos (2012), Sin rueditas (2014), y "Lo que guarda un caracol" (2016).
También ha publicado cuentos en obras colectivas como Cuando los ojos se cierran (en el libro Quelonios 2, Ediciones Biblioteca Nacional, 2011), Justicia (en el libro Una mañana de julio - Memoria Ilustrada 2012, Ediciones de la AMIA, 2012), Manuel no es Superman (en el libro Quien soy - Relatos sobre identidad, nietos y reencuentros, Calibroscopio, 2013), Corazón colibrí (en el libro Susurros que cuenta el viento, Ediciones SM, 2014) y En el asiento de tu silla... (en el libro Diez en un barco, Ediciones SM, 2014).
Sus libros de divulgación científica más destacados son Desde el azul del cielo (Grupo Editorial Norma 2007) y Ciencia y superhéroes (Siglo XXI Editores, 2013), coescrito junto al periodista Andrés Valenzuela.

## Obras principales
El libro más conocido de Bombara es El mar y la serpiente, su primera novela, publicada en 2005 por Grupo Editorial Norma. Acerca de esta novela, aplaudida por el público de todos los países hispanohablantes, la crítica literaria española Gemma Luch ha dicho:

Una historia dividida en tres partes que son mucho más que un inicio del conflicto, un conflicto y su resolución. En realidad, el relato habla de lo que le ocurre a una persona demasiado niña para entender, pero suficiente adulta para sufrir y sentirse perdida; que continúa con la necesidad de saber para comprender y finaliza con la necesidad de contar, de dar a conocer, de compartir una historia como una manera de reivindicar la memoria familiar. Leer la historia de esta niña es meterte en la habitación y en el corazón de los hijos de los desaparecidos en la dictadura argentina, pero también en cualquier dictadura. Es contemplar el miedo, la inseguridad, la rabia, el dolor ante la ausencia de aquel que se fue, es asistir a la pantomima de fortaleza que se adopta para no dejarse llevar por la corriente del sufrimiento.

En 2006, El mar y la serpiente recibió una mención especial dentro de la selección White Ravens a los libros destacados de 2005 que realiza la Biblioteca Internacional de la Juventud de Múnich, realzando el modo conciso en que los hechos se describen en la novela:

The country's military dictatorship is a topic also dealt with in Argentinean children's literature. In her impressive novel, Paula Bombara describes the traumatic experiences of the daughter of one of the thousands of »desaparecidos« (missing people). While the first part starts off in the middle of the 1970s, the other two parts are set eight and ten years later. It is moving to see how the adults strive to protect the little girl from the brutal reality, but thereby involuntarily prevent her from understanding the sudden and inexplicable loss of her father and from coping with it. Only years later, when her mother hesitatingly breaks the silence, is the daughter able to come to terms with it. The story focuses exclusively on the first-person-narrator's perspective and experiences. The concise language of the author, who observes and states facts without commenting or explaining anything, is very powerful. Thus, the events described gain immediacy and strength.

En 2011 publicó con gran suceso la novela Solo tres segundos, de la cual el poeta uruguayo Germán Machado ha dicho:

No habrá sermones didácticos, no. Pero sí habrá, para los jóvenes lectores, la posibilidad de introducirse en la vida de unos personajes que, a la par de ellos, viven (y mueren) en ese límite de una siniestralidad que puede suceder en “solo tres segundos”. Hacerse conscientes de esa vivencia, compartirla en la ficción, no será una prevención frente a los riesgos que estar vivo conlleva: claro que no.
Pero acercarse a estas formas ficticias de la muerte que la autora nos presenta con calidad y calidez, con una prosa limpia y ágil, poética por momentos, que atrapa siempre, que empatiza con el sentir de sus personajes jóvenes, que no hace concesiones fáciles a la estupidez del mundo adulto en el que se mueven, que vibra, que late: todo ello, será para el joven lector un modo de acercarse a la realidad de la vida, y sopesarla: para buscarse, para encontrarse… “para apretar los párpados / y, aun así, verse“.

Un año más tarde, en 2012, ganó la 10° edición del concurso El barco de vapor, organizado por la fundación SM, con la novela Una casa de secretos. La escritora argentina Sandra Comino dice al respecto: 

La novela, que transcurre entre el pasado y el presente y entre París y Buenos Aires, tiene varias voces que cuentan una historia (o varias) de misterio y amores que le permitirán al lector ir armando vidas de varias generaciones dentro de un contexto histórico que cruza y marca los destinos. 
Desde el diario de Odile, las cartas y postales hasta los mails y chats de los chicos que participan del viaje de los padres a la distancia, todo, absolutamente todo, conforma un entramado que teje una historia que se construye con detalles íntimos, enigmas entre el pasado y el presente, y las pinceladas de luz sobre los hechos van manifestando, con el paso del tiempo, una identidad familiar donde muchas personas colaboran para descifrar pistas y abordar secretos.”

Y la especialista en literatura, editora y profesora Luz Ienni: 

Una casa de secretos es una de esas novelas que conquistan a los adolescentes por varios motivos: por los personajes de su edad, con sus motivaciones y actividades cotidianas, con quienes pueden sentirse identificados; por la trama inquietante que no permite que decaiga el interés del que lee; por su escritura pulcra y fluida. A la vez, justo es decirlo, el relato permite reflexionar también a los adultos sobre las relaciones familiares y amistosas, aquellas que se construyen con afecto y se prolongan −fructíferas− en el tiempo y el espacio.

## Divulgación científica
Dentro de su trayectoria como divulgadora de las ciencias, se destaca la creación y dirección de la colección ¿Querés saber?, publicada por EUDEBA, la editorial de la Universidad de Buenos Aires. Los primeros títulos se publicaron en 2004 y desde entonces la colección no ha parado de crecer, contando con más de 30 libros a diez años de su creación. De esta colección, el científico, escritor y divulgador Diego Golombeck, ha dicho:

De eso (ciencia) se ocupa brillantemente la colección ¿Querés saber?, que transmite el entusiasmo, las ganas, las dudas que todo científico (o cientifiquito) debe tener. Paseamos desde el ADN hasta las estrellas, desde la ecología hasta la prehistoria, como en los mejores cuentos para la hora de la cama. Es que ése es el principal acierto de la colección: considerar a la divulgación científica (para cualquier público) como literatura, no olvidar que un buen libro de ciencia es, ante todo, un libro que debe echar mano a todos los recursos que la pluma nos permita para funcionar de atrapa-lectores y de imán para dedos que dan vuelta las páginas. Ojo: nada de esto sirve si se pierde una sola pizca de rigor: contar lindo, sí, pero sin olvidar las investigaciones, los controles, las diversas miradas que la ciencia nos regala sobre un tema.

## Derechos humanos
Activa militante social por los derechos humanos, Bombara es colaboradora habitual de la Asociación Abuelas de Plaza de Mayo y del Equipo Argentino de Antropología Forense. En 2011 aportó la idea para el Concurso Twitter - Relatos por la Identidad, organizado por Abuelas de Plaza de Mayo, que en 2014 concretó su tercera edición. Este concurso propone que los usuarios de la red social Twitter, durante 24 horas de un día determinado, envien su tuit al hashtag de Abuelas de Plaza de Mayo, reflexionando sobre la identidad, la verdad y la justicia, en referencia a la apropiación de niños durante la última dictadura militar.

### Cuentos
| Año  | Título                     | Notas adicional                                                      |
| ---- | -------------------------- | -------------------------------------------------------------------- |
| 2013 | En el viento de tu silla   | Del libro Diez en un barco                                           |
| 2014 | Corazón colibrí            | Del libro Susurros que cuenta el viento                              |
| 2013 | Manuel no es Superman      | Del libro Quién soy - Relatos sobre identidad, nietos y reencuentros |
| 2012 | Justicia                   | Del libro Una mañana de julio                                        |
| 2011 | Cuando los ojos se cierran | Del libro Quelonios 2                                                |

### Divulgación científica
Colección ¿Querés Saber? en esta colección Bombara se desempeña como Directora y en la mayoría de los títulos, también como coautora de los textos. El listado de libros de esta colección puede encontrarse en el blog de la colección y en el catálogo de Eudeba.

#### Otras obras
- 2013, Ciencia y superhéroes (coescrito junto al periodista Andrés Valenzuela)
- 2008, La danza de la panza
- 2007, Desde el azul del cielo

## Premios y distinciones
- 2024, Premio Konex Diploma al Mérito por su trabajo en la última década en Literatura Juvenil.[7]
- 2014, Gran Premio ALIJA: Quien soy. Relatos sobre identidad, nietos y reencuentros
- 2014, Destacada por ALIJA en el rubro Divulgación Científica: Ciencia y Superhéroes
- 2013, Destacada por ALIJA en el rubro colección: ¿Querés saber?
- 2013, Destacada por ALIJA en el rubro novela: Una casa de secretos
- 2011, Premio de Literatura Infantil Mejor Novela en el concurso El Barco de Vapor, otorgado por la Fundación SM: Una casa de secretos
- 2006, Mención especial de la Selección White Ravens Notable books, otorgada por la Internationale Jugendbibliothek München, Alemania: El mar y la serpiente
- 2006, Destacada por ALIJA en el rubro Novela: El mar y la serpiente
- 2005, Destacada por ALIJA en el rubro divulgación científica: ¿Querés saber? Colección de divulgación científica para niños.
- 1991, Tercer premio en el concurso de cuentistas jóvenes de la Revista Puro Cuento: La tormenta